# Charlie Higson
Charles Murray Higson, detto Charlie (3 luglio 1958), è uno scrittore inglese.

## Opere

### Romanzi
- Full Whack (1995), ISBN 0-241-00287-7
- Getting Rid of Mister Kitchen (1996) ISBN 0-316-88106-6
- Monstroso (2010) ISBN 978-0-14-132845-4

### The Enemy
- The Enemy (2009) ISBN 978-0-14-138464-1
- The Dead (2010) ISBN 978-0-14-138465-8
- The Fear (2011) ISBN 978-0-14-138466-5
- The Sacrifice (2012) ISBN 978-0-14-133612-1
- The Fallen (2013) ISBN 978-0-14-133614-5
- The Hunted (2014)
- The End (2015)

### Serie Young Bond
Dopo una pausa di riflessione la Ian Fleming Publications decide di provare una nuova strada per la serie letteraria. Sulla via del successo delle avventure di Harry Potter, affida a Higson il progetto di una serie sul giovane James Bond ai tempi di quand'era studente ad Eton e non ancora agente segreto.
| Anno | Titolo italiano             | Titolo originale                       | Note                                                           |
| ---- | --------------------------- | -------------------------------------- | -------------------------------------------------------------- |
| 2005 | Silverfin. Missione segreta | Silverfin                              | ISBN 0-14-131859-7                                             |
| 2006 | Sete di sangue              | Bloodfever                             | ISBN 0-14-131860-0                                             |
| 2007 | Spara o muori               | Double or Die                          | ISBN 0-14-132203-9                                             |
| 2007 |                             | Hurricane Gold                         | ISBN 0-14-138391-7                                             |
| 2008 |                             | By Royal Command                       | ISBN 0-14-138451-4                                             |
| 2008 |                             | SilverFin: The Graphic Novel           | ISBN 978-0-14-132253-7 (con Kev Walker)                        |
| 2009 |                             | Danger Society: The Young Bond Dossier | ISBN 978-0-14-132768-6 (autore del racconto incluso nel libro) |

### Altri
- The 'Fast Show' Book (1996), ISBN 0-7522-2267-8 (con Paul Whitehouse)
- Doctor Who: The Beast of Babylon, 2013.